# Ophiomyia cursae
Ophiomyia cursae este o specie de muște din genul Ophiomyia, familia Agromyzidae, descrisă de Pakalniskis în anul 1996.
Este endemică în Latvia. Conform Catalogue of Life specia Ophiomyia cursae nu are subspecii cunoscute.